# Kung Zvonimirs kronorden
Kung Zvonimirs kronorden (kroatiska: Red krune kralja Zvonimira) var en kroatisk orden instiftad av Ante Pavelić den 15 maj 1941. Orden hade fem klasser och förlänades åt personer som gjort betydande insatser för det kroatiska folket och den Oberoende staten Kroatien. 

## Grader
Orden hade följande fem klasser;
- Stororden med morgonstjärna
- Orden av 1:a klassen med stjärna
- Orden av 1:a klassen
- Orden av 2:a klassen
- Orden av 3:e klassen

Bärare av stororden och den första klassen tilldelades titeln riddare (vitez).

## Kända ordensbärare (urval)

### Stororden med morgonstjärna
- Vladimir Laxa
- Ivan Perčević
- Adolf Sabljak
- Edmund Glaise von Horstenau

### Orden av 1:a klass med stjärna
- Vilko Begić
- Fedor Dragojlov
- Gjuro Grujić
- Artur Gustović
- Franjo Lukac
- Josip Metzger
- Tomislav Sertić
- Đuro Jakčin
- Slavko Štancer